# 满洲里鼠兔
满洲里鼠兔（学名：Ochotona mantchurica），一种分布于俄罗斯远东及中国东北地区的小型哺乳动物，隶属于鼠兔科鼠兔属。本种原被视为东北鼠兔（Ochotona hyperborea）或高山鼠兔（Ochotona alpina）的一个亚种，现被提升为独立种。